# Casa Vilardell
|  | Per a l'edifici de Sentmenat, vegeu Casa Vilardell (Sentmenat) |

La Casa Vilardell, també coneguda com a Salas-Bulbena, és un edifici noucentista situat a la Via Laietana de Barcelona, catalogat com a bé amb elements d'interès (categoria C). Actualment hi ha l'hotel Ohla Barcelona.

## Història
El 1926, Heribert Salas i Salas i la seva esposa Glòria Bulbena i Reig van encarregar-ne el projecte a l'arquitecte Joan A. Roig.
El 1928, i després d'una reforma d'Eusebi Bona, s'instal·laren als baixos i l'entresol els magatzems Casa Vilardell, fundats el 1911 al carrer de l'Hospital, 36-38. El nou establiment fou inaugurat el 21 de setembre, coincidint amb les festes de la Mercè. Durant la Guerra Civil, els magatzems foren col·lectivitzats, però a la dècada del 1940 van ressorgir fins a esdevenir un dels més populars de la ciutat. Van tancar a la dècada del 1970, i el seu espai fou ocupat per dependències del Cos Nacional de Policia.
Ja al segle xxi, l'edifici passà a mans d'una cadena hotelera, que el 2008 el va enderrocar interiorment, conservant-ne només la façana, per a construir-hi un establiment de cinc estrelles, obra dels Luis Alonso i Sergi Balaguer (Alonso, Balaguer i Arquitectes Associats) i inaugurat el febrer del 2012. Van convertir l'antiga mitgera de la part posterior en una nova façana de color blau, a la que se li va afegir una decoració d'agulles amb ulls de ceràmica, obra de l'artista Frederic Amat i que també abasta al cos central de la façana de la Via Laietana.

## Descripció
Es tracta d'un edifici de planta baixa, entresòl, cinc pisos i àtic. Les dues façanes tenen una composició a base d'eixos verticals de balcons de llosana individual, llevat dels pisos primer i cinquè, on és corregut. Les cantonades són arrodonides i l'edifici es corona amb una balustrada. A la part central de la façana principal hi ha un àtic cobert amb volta esquifada i decoració abarrocada, sota el qual hi ha una tribuna amb tres arcs de mig punt.
El parament és d'estuc llis, excepte a la planta baixa i entresol, on té franges horitzontals. La porta principal té una marquesina de ferro i vidre.

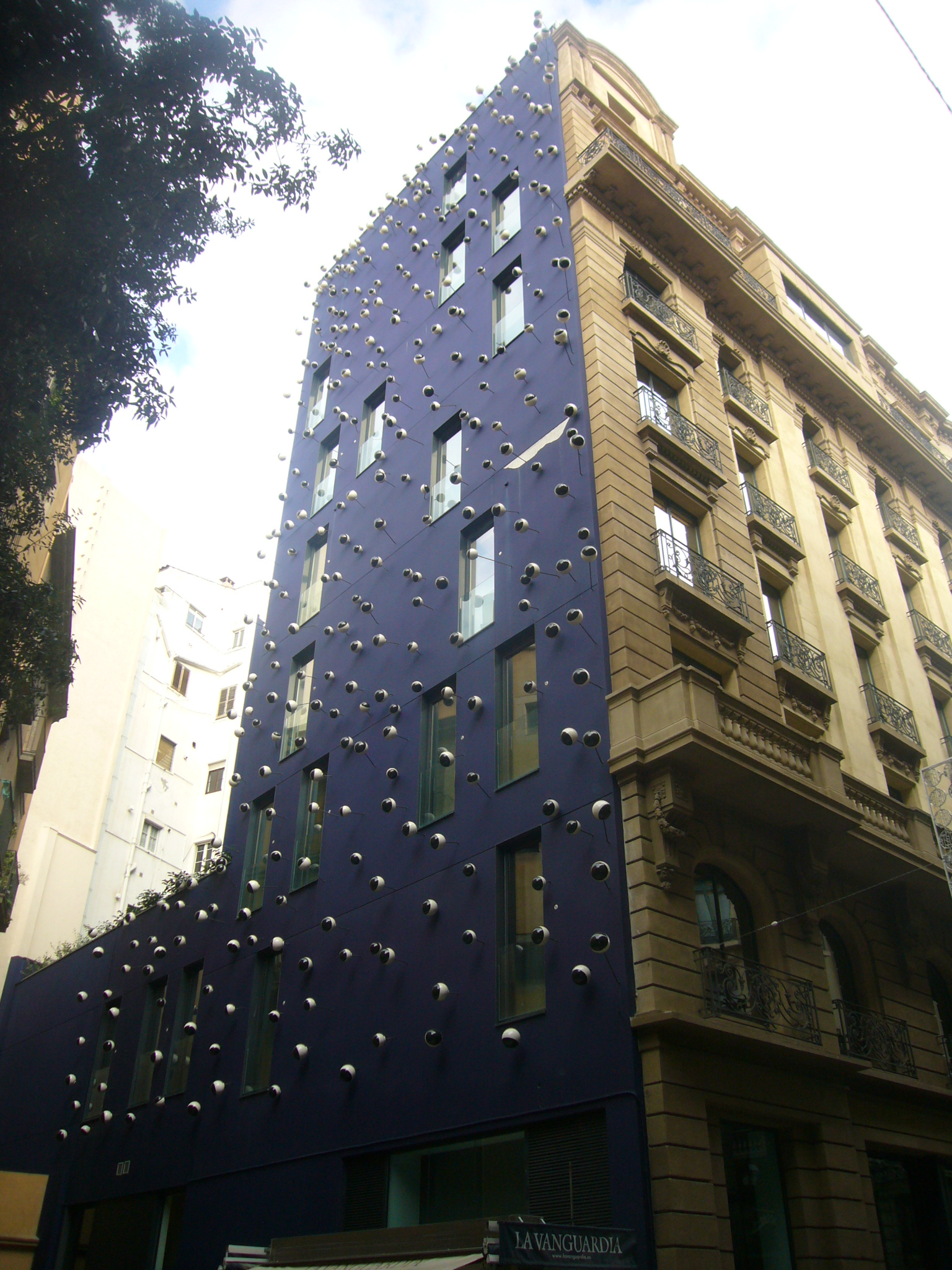
Façana posterior